# Roberto Brauner
Carlos Roberto de Freitas Brauner (Pelotas, 7 de novembro de 1951 – Porto Alegre, 7 de outubro de 2016) foi um jornalista e narrador esportivo brasileiro.
Começou a trabalhar com apenas 11 anos na Rádio Difusora de Pelotas. No dia 2 de fevereiro de 1978 estreou na Rádio Gaúcha fazendo a final da Copa do Governador entre Brasil de Pelotas e Esportivo de Bento. Permaneceu na rádio por mais de 20 anos. Brauner cobriu as copas do mundo de 78, 82, 86, 90, 94, 98, 2002. Foi pioneiro no estado na narração de outras modalidades, que não futebol, narrou o Tri campeonato de Ayrton Senna, jogos de Gustavo Kuerten na Copa Davis, jogos de vôlei da Frangosul, as 24 horas de Tarumã, as Olimpíadas de Atlanta 1996 e várias outras modalidades, dentre elas,o basquete.
Em 1999 se transferiu à Rádio Pampa onde permaneceu até o fim do departamento de esportes da emissora, em 2007. Ganhou três Prêmios Press de melhor narrador esportivo em 2000, 2001 e 2002.[carece de fontes?]
Apresentou o programa matutino Grande POA na Rádio Bandeirantes Porto Alegre entre 2007 e 2009, quando transferiu-se à Rádio Eldorado de Criciúma, onde narrou os jogos da equipe do Criciúma na Série B.